# Stefano Chiapolino
Stefano Chiapolino (* 6. Juli 1985 in Gemona del Friuli) ist ein ehemaliger italienischer Skispringer.

## Werdegang
Sein erstes internationales Springen absolvierte Chiapolino am 9. Februar 2002 in Gallo im Rahmen des Continental Cups. Er beendete das Springen auf dem 30. Platz. Kurz darauf gewann er seinen ersten Italienischen Meistertitel.
Bei der Junioren-Weltmeisterschaft 2003 im schwedischen Sollefteå sprang er im Springen von der Normalschanze auf den 5. Platz und erreichte mit dem Team den 8. Platz. Bei der 2 Wochen später stattfindenden Nordischen Skiweltmeisterschaft 2003 in Val di Fiemme konnte er auf der Normalschanze im Einzel den 44. Platz und im Teamspringen gemeinsam mit Marco Beltrame, Giancarlo Adami und Roberto Cecon den 10. Platz erreichen.
Nach der Weltmeisterschaft wurde er in den A-Nationalkader aufgenommen und sprang am 8. März 2003 sein erstes Weltcup-Mannschafts-Springen im norwegischen Oslo. Gemeinsam mit Adami, Cecon und Alessio Bolognani erreichte den 8. Platz. Im Einzelwettbewerb wurde Chiapolino erstmals am 30. November 2003 in Kuusamo eingesetzt, konnte jedoch dort mit Platz 61 nicht überzeugen. Deshalb blieb er auch weiterhin nur im festen Continental-Cup-Kader. Bei der Skiflug-Weltmeisterschaft 2004  in Planica kam er am 21. Februar 2004 auf den 40. Platz. Noch im gleichen Jahr gewann er bei den Nationalen Meisterschaften in Predazzo seinen zweiten italienischen Meistertitel. Im Februar 2005 stand er in Pragelato noch einmal im Weltcup-Aufgebot und konnte dort mit Platz 20 auf der Großschanze zum einzigen Mal in seiner Karriere Weltcup-Punkte gewinnen. Bei der Nordischen Skiweltmeisterschaft 2005 in Oberstdorf erreichte er kurz darauf auf der Normalschanze mit dem Team 15. Platz und im Einzel den 47. Platz. Auf der Großschanze kam er mit dem Team ebenfalls nicht in den zweiten Durchgang und wurde am Ende Zwölfter. Im Einzel sprang er auf den 49. Platz. Es war das letzte internationale Turnier seiner Karriere. Er sprang noch zwei Jahre erfolglos im Continental Cup, bevor er nach einem 56. Platz am 4. Februar 2007 in Pragelato seine aktive Skispringer-Karriere beendete.

## Erfolge

### Weltcup-Platzierungen
| Saison  | Platz | Punkte |
| ------- | ----- | ------ |
| 2004/05 | 72.   | 011    |